# John Newman
John William Peter Newman (født 16. juni 1990) er en engelsk sangskriver og musiker. Han er bedst kendt for sangen "Love Me Again", som gik ind på førstepladsen af den britiske single-hitliste i juli 2013. Han har desuden medvirket på Rudimental-singlerne "Feel the Love" og "Not Giving In" fra 2012, der opnåede placeringer som henholdsvis nummer ét og nummer 14. Han var én af de mest succesfulde og roste britiske artister i 2013. Han har været nomineret til to priser ved Brit Awards, herunder Best British Male, i 2014. Newman har pr. februar 2014 solgt over 1,3 millioner album og singler i Storbritannien alene.

## Diskografi
- Tribute (2013)
- Revolve (2015)